# Dianthus hyrcanicus
Dianthus hyrcanicus är en nejlikväxtart som beskrevs av Karl Heinz Rechinger. Dianthus hyrcanicus ingår i släktet nejlikor, och familjen nejlikväxter. Inga underarter finns listade i Catalogue of Life.